# Manuel Janeiro
Manuel Lorenzo Janeiro Casal (Madrid, 10 de agosto de 1951) es un escritor, diseñador y educador español que desarrolló su actividad en variados campos de creación. Reside en Galicia desde 1974. Como escritor publicó su obra en gallego y en castellano. Como diseñador fue responsable de la gráfica editorial de las editoriales Galaxia, Vigo, (1978-2013) y Gredos, Madrid, (1990-2006). Como educador participó en la fundación del Colegio Martín Codax de Vigo, donde ejerció como profesor desde 1974 hasta 2016.

## Biografía
Licenciado en Psicología (Premio extraordinario fin de carrera), especializado en Psicología de la Educación. Nació en Madrid en el barrio de La Latina. Barrio que tendría una amplia repercusión en su obra poética y narrativa. En su novela breve Pepito, el habitador de los tejados (Kalandraka, 2006, Lista de Honor del IBBY en lengua española, 2008) retrató las calles, las azoteas y los tejados de La Latina bajo la luz de una larga posguerra.
Interesado por la pedagogía de la imagen, participó en el Movimiento de Renovación Pedagógica de los años setenta. Fue profesor de Semiótica de la Imagen (1975-1982) del Programa Nacional de Especialización del Profesorado de EGB, de la Universidad Nacional de Educación a Distancia PRONEP/EGB-UNED e impartió cursos en las escuelas de verano de Acción Educativa y en el programa de Formación Permanente del Profesorado en el Área de Expresión Plástica del I.C.E. de la Universidad de Santiago (1975-1982). En la misma especialidad fue profesor invitado en la Facultad de Ciencia de la Educación de la Universidad de Santiago (1985). Perteneció a los Consejos de Redacción de A Pizarra, Semanario de Educación de Faro de Vigo (1984-1986) y de la Revista Galega de Educación (1986-1991). 
En 1978 fundó junto a Francisco Mantecón en Galicia un estudio profesional de diseño gráfico especializado en gráfica editorial. En esta actividad, que prosiguió en solitario a partir de 1985, es autor de innumerables colecciones y cubiertas de libros para las editoriales Galaxia, Gredos, Ir Indo y SEP y para las instituciones Consello da Cultura Galega, Real Academia Galega, Instituto da Lingua Galega, Universidad de Santiago de Compostela, Universidad de Alcalá, Universidad de Vigo, Junta de Galicia, Diputación de Pontevedra, Concello de Vigo, Museo Quiñones de León, Fundación Ramón Piñeiro, Fundación Otero Pedrayo y Fundación Carlos Casares, entre otras instituciones. En este ámbito del diseño gráfico fue coautor de la Campaña Fálalle Galego. Consellería de Cultura. Junta de Galicia (1983), miembro del consejo de redacción de Obradoiro, Revista de Arquitectura del Colegio Oficial de Arquitectos de Galicia (COAG) (1987-1989), redactor de la sección de diseño de la ponencia Lengua y Cultura de la Asociación Proyecto de investigación Galicia 2010 (2001) y diseñador participante en la iniciativa Diseño en Galicia. Ciclo de actuaciones sobre diseño y estrategia empresarial de la Sociedad Estatal para el Desarrollo del Diseño y la Innovación (DDI) (2003). Su obra gráfica ha sido expuesta en La VI bienal de Arte de Vila Nova de Cerveira (1988), en la exposición internacional auspiciada por la Junta de Galicia: Galicia Tradition und Design (1991) y en el museo MARCO de Vigo: La creación de lo necesario, aproximación al diseño del siglo XX en Galicia (2004). En 2001 fue nombrado miembro de la Comisión Técnica de Diseño del Consello da Cultura Galega y en 2002 miembro del Consejo Asesor de la Fundación Carlos Casares.
En el ámbito audiovisual escribió el guion y dirigió los documentales Mínimo (2003) y As persoas do verbo (2004) de la serie documental A Idea Construida. COAG/TVG. 
Como escritor cultiva la poesía y la narrativa infantojuvenil y para adultos. Publicó su primer poemario en 1977. Sus últimas obras publicadas son las novelas Los hijos de la revolución francesa (2018) y Seguí allí, escuchando a través de la puerta hasta que se hizo el silencio (2022), así como el poemario Esos perros lejanos (2023) y el libro de cuentos Nuevos cuentos tradicionales (2024).
En 2022 colabora en la fundación de Transforma Editores.

## Obra

### Castellano
- Primera Edad (1977). Vigo: Edicións Castrelos. [Poesía] ISBN 847041089X
- La banda de Moebius (Antología) (1977). Madrid: Luís Manuel Rodríguez, editor. [Poesía]
- Poemas sobreros (1989). Madrid: Sueltos de Poesía. [Poesía]
- Pepito, el habitador de los tejados (2006). Sevilla: Kalandraka. (Lista de Honor del IBBY en lengua española, 2008). (Red de Selección Fundación Germán Sánchez Ruipérez, 2006-2008). [Narrativa] ISBN 9788496388536
- Ensayos para el habla (2009) Pontevedra: Cíes. Diputación de Pontevedra. [Poesía] ISBN 9788484573203
- Calendario (2017). Ourense: El Cercano [Poesía] ISBN 9788494701702
- Los hijos de la revolución francesa (2018). Ourense: El Cercano [Narrativa] ISBN 9788494701757
- Seguí allí, escuchando a través de la puerta hasta que se hizo el silencio (2022). Vigo: Transforma Editores ISBN 978-84-09-43540-1
- Esos perros lejanos (2023). Vigo: Transforma Editores. Finalista del XXXIV Premio Loewe de Poesía[9] ISBN 9788409447268

- Nuevos cuentos tradicionales (2024). Vigo: Transforma Editores. ISBN 9788412876000

### Gallego
- Pucho, o habitador dos tellados (2006). Vigo: Kalandraka [Narrativa] ISBN 9788484646099
- Il mondo (2007). Vigo: Grial [Narrativa]
- A fada das lapas (2008). Vigo: Galaxia. [Narrativa] ISBN 9788498651331
- O escritor Can. En Salvados por un sorriso (2009). Santiago: Xunta de Galicia/Gálix. Asociación Galega do Libro Infantil e Xuvenil. [Narrativa infantojuvenil]
- A abella abesullona (2009). Vigo: Galaxia. (Red de Selección Fundación Germán Sánchez Ruipérez, 2009-2010). (Finalista Padre Sarmiento, 2010). (Selección Espazo Lectura, 2010). [Narrativa infantojuvenil] ISBN 9788498651331
- O sexo masculino dos anxos (2013). Vigo: Galaxia. [Narrativa] ISBN 9788498655131